# Neverita didyma
Ốc ngọc lớn, còn gọi là ốc ngọc đi-đi-ma hay ốc mỡ trơn (Neverita didyma), tên tiếng Anh: bladder moon snail/shell hoặc ball/hepatic moon snail, là một loài ốc biển săn mồi, là động vật thân mềm chân bụng sống ở biển trong họ Naticidae (họ Ốc ngọc).

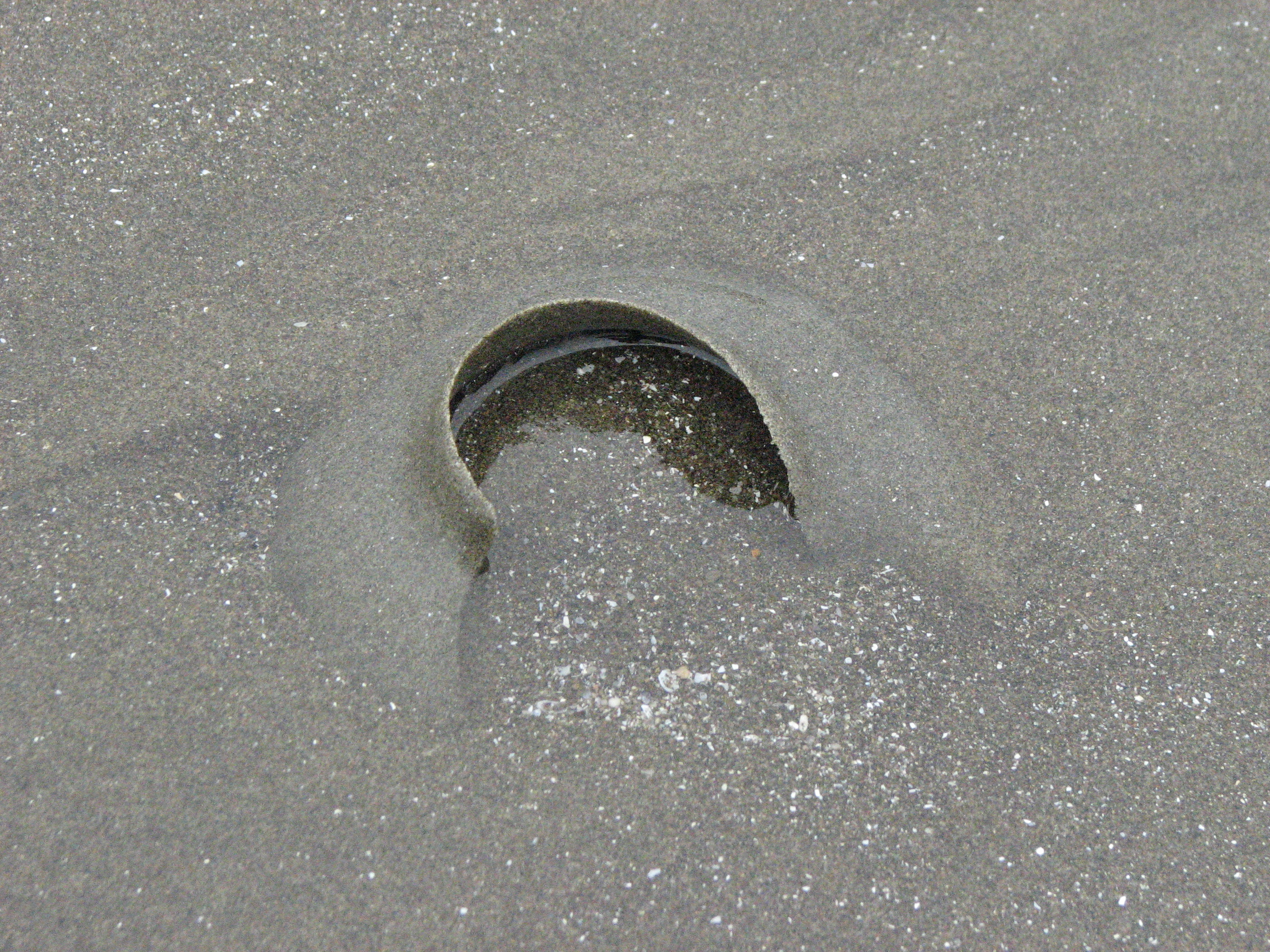
Egg mass, sand collar, của Polinices didyma

## Hình ảnh

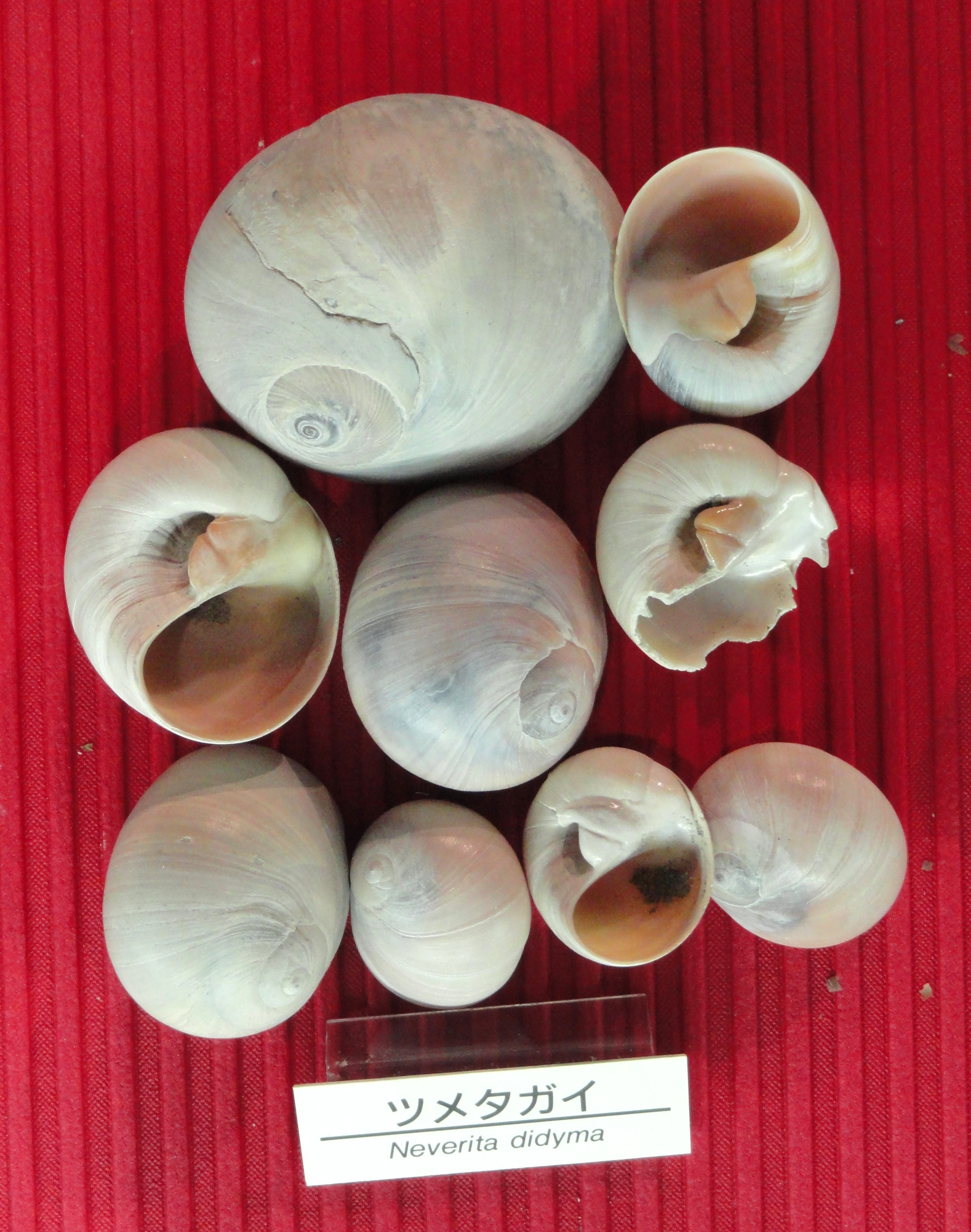
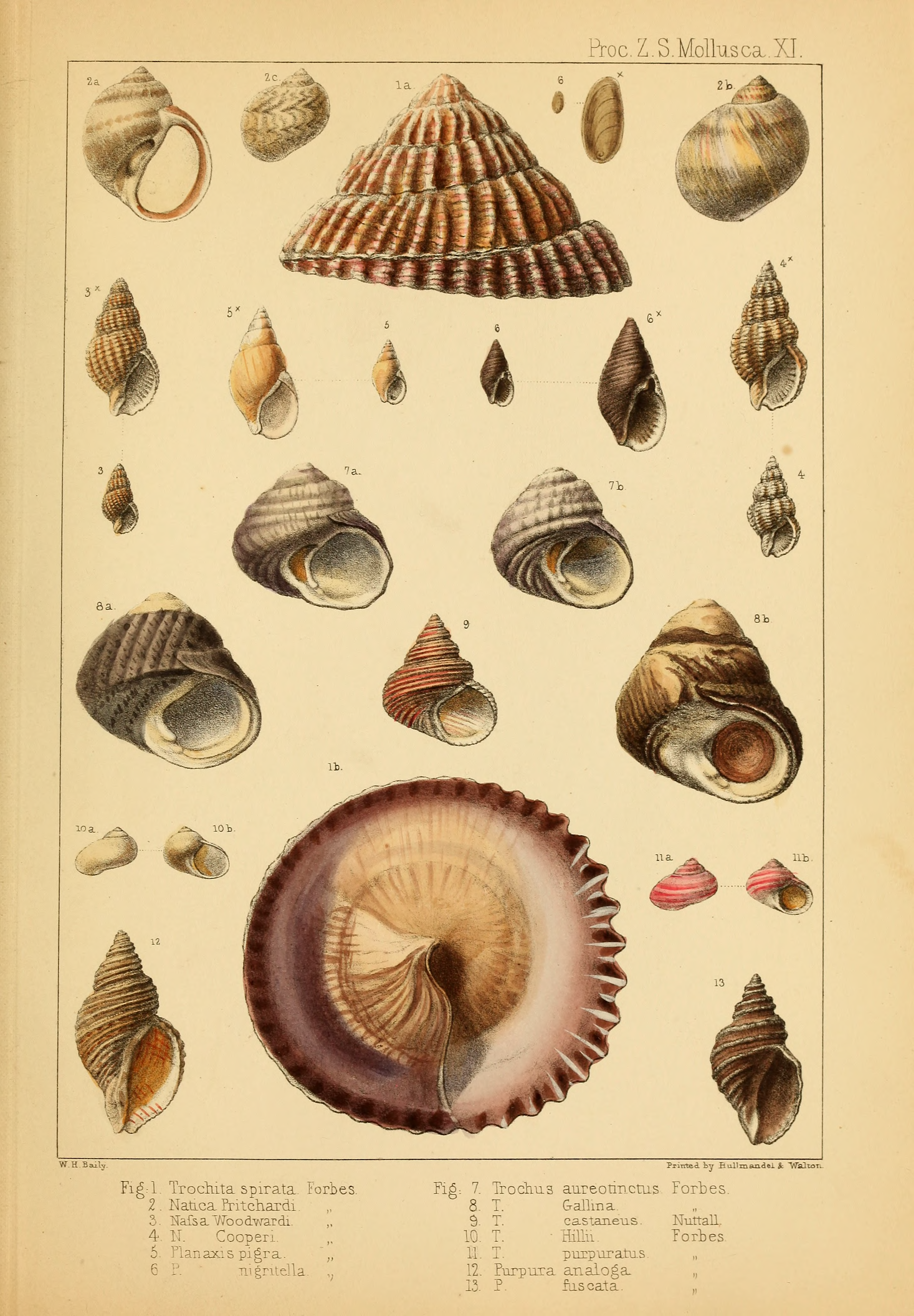